# Together Again for the First Time
Together Again for the First Time è il quarto album della band californiana Pulley, pubblicato nel 2001.

## Tracce
1. In Search – 2:11
2. Hooray For Me – 2:18
3. History Repeats Itself – 2:28
4. Fuel – 2:12
5. Empty – 2:42
6. Lost Trip – 2:29
7. Touched – 2:57
8. Runaway – 2:50
9. The Ocean Song – 2:56
10. Destiny – 0:19
11. Leather Face – 1:40
12. Same Sick Feeling – 2:01
13. Silence – 2:51

## Formazione
- Scott Radinsky - voce
- Jim Cherry - chitarra
- Mike Harder - chitarra
- Matt Riddle - basso
- Jordan Burns - batteria